# Streblus mauritianus
Streblus mauritianus är en mullbärsväxtart som först beskrevs av Nikolaus Joseph von Jacquin, och fick sitt nu gällande namn av Carl Ludwig von Blume. Streblus mauritianus ingår i släktet Streblus och familjen mullbärsväxter. Inga underarter finns listade i Catalogue of Life.